# Окно выбора
Окно выбора — психологический и экономический термин, описывающий базовую потребность человека в выборе. Широкое распространение получил в 2009 году после судебного разбирательства между Корпорацией Microsoft и Европейским союзом, в котором корпорации предписали предоставить пользователям выбор браузера по умолчанию.

## Научное обоснование
С точки зрения психологии, окно выбора рассматривается сразу несколькими направлениями науки. Данную проблематику в своих исследованиях поднимал лауреат Нобелевской премии по экономике Даниел Канеман. В своих работах он рассматривал поведенческие характеристики людей, которые принимали различные решения в идентичных ситуациях выбора. Эти исследования легли в основу новой смежной дисциплины поведенческой экономики. Проблема поведенческого выбора поднималась и раньше. Например, Л. С. Выготский, рассуждая о формировании психологии выбора у ребёнка упоминает философские работы Ф. Бекона.
За ярким примером применения принципа окна выбора можно обратиться в позитивную психологию: В эксперименте Шарлотты Стайл люди, которым при оценке товара был предоставлен достаточный выбор (не более 7±2 элемента), приобретали его с большей вероятностью. Люди же, которым выбор не предоставлялся вовсе, либо был избыточным (более 24-х вариантов), делали меньше попыток и быстрее «забывали» о самом факте проведения выбора. Более того, в долгосрочной перспективе, люди сделавшие «достаточный» выбор оказываются более счастливыми, по сравнению с остальными.
Также термин «окно выбора» является давно укоренившимся в среде программирования. Им обозначают любые диалоговые окна, либо области интерфейса программы/приложения, где пользователю необходимо сделать выбор.

## История вопроса
Широкой общественности, термин «окно выбора» был представлен в 2009 году как результат судебного разбирательства №T-201/04, когда суд первой инстанции Европейского союза признал корпорацию Microsoft виновной по обвинениям в монополизации рынка. Перед производителем был поставлен выбор: либо выпускать операционную систему, в которой полностью отсутствовал браузер Internet Explorer (версия получила предварительное наименование Windows 7E), либо создать условия, при которых пользователь мог самостоятельно выбрать, каким браузером пользоваться. В качестве решения Microsoft предусмотрело специализированное «окно выбора», всплывающее при первом запуске операционной системы. Оно давало пользователю выбрать один из 12 наиболее популярных браузеров. Функциональность окна обеспечивалась сайтом BrowserChoice.eu.
В октябре 2015 года Всероссийский центр изучения общественного мнения провёл опрос владельцев мобильных устройств об уровне удовлетворённости предустановленными приложениями. Результаты опроса показали, что пользователи предпочитают самостоятельно выбирать набор программ, которыми будут пользоваться, а не использовать те, что были заранее установлены производителем или реселлером. Данное исследование показывает, что у современных людей сформирован повышенный запрос на ситуации выбора и, что возможность выбора играет существенную роль в психологическом здоровье.
В 2015 году Федеральная торговая комиссия США, совместно с Министерством юстиций начали досудебное разбирательство с компанией Google. Корпорацию обвинили в том, что на все устройства с операционной системой Android по умолчанию предустанавливается ПО от Google, что мешает другим производителям размещать на устройствах собственные приложения.
В 2016 году после полноценного введения национальной платёжной системы «Мир», было принято решение, что все бюджетники будут полностью переведены на обслуживание через карту «Мир». Данное решение было воспринято обществом крайне негативно. Это привело к тому, что в начале 2017 года, Федеральная антимонопольная служба и Центробанк разрешили людям самостоятельно выбирать, каким образом получать деньги: либо в кассе, либо через карты «Мир».